# Stora Abborrtjärnen (Svärdsjö socken, Dalarna)
Stora Abborrtjärnen är en sjö i Falu kommun i Dalarna och ingår i Dalälvens huvudavrinningsområde. Sjön är 7,5 meter djup, har en yta på 0,0412 kvadratkilometer och befinner sig 267 meter över havet.